# Nobiellus bonnairei
Nobiellus bonnairei är en skalbaggsart som beskrevs av Edmund Reitter 1892. Nobiellus bonnairei ingår i släktet Nobiellus och familjen Aphodiidae. Inga underarter finns listade i Catalogue of Life.